# Newberry Library

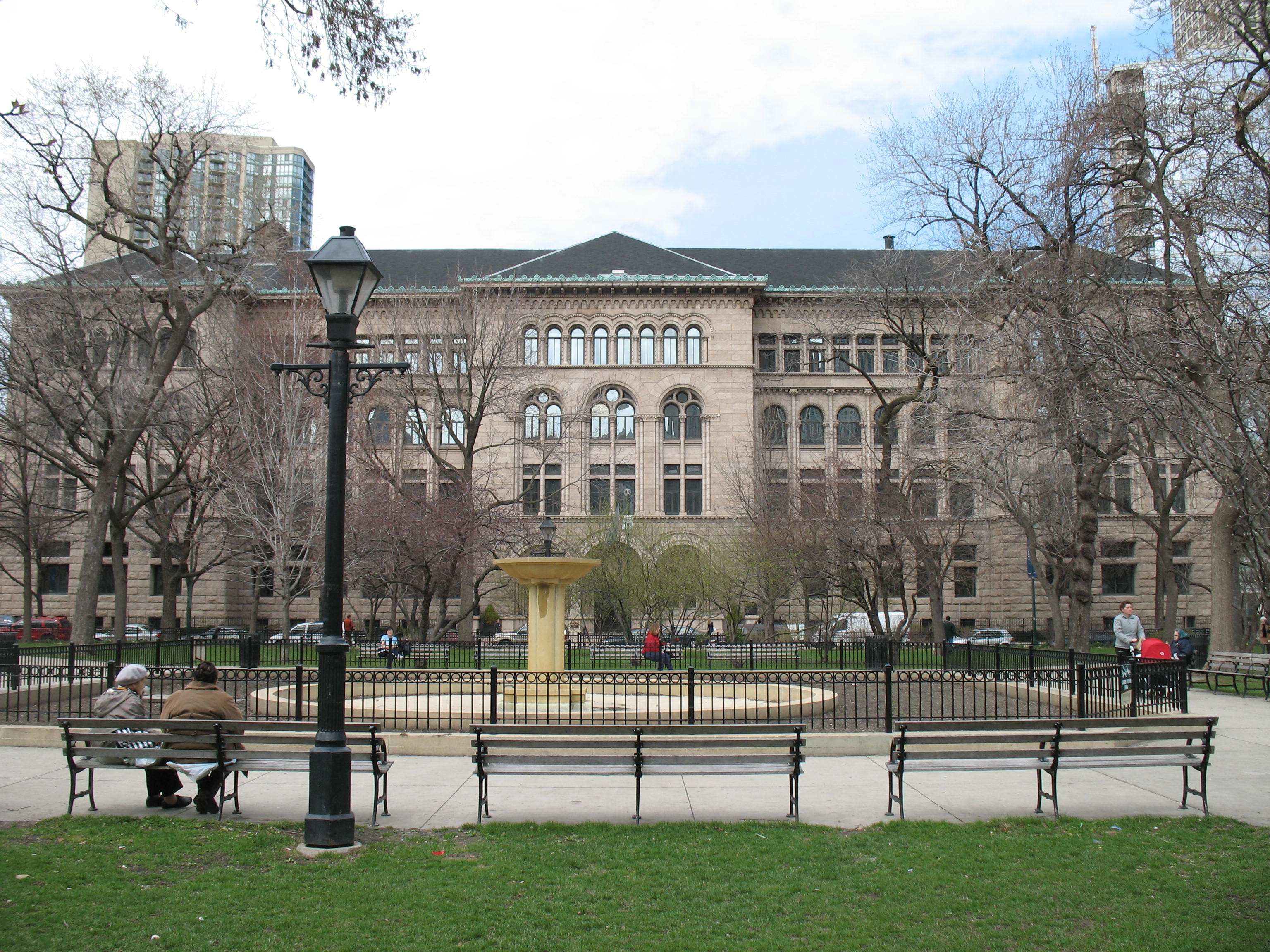
Die Newberry-Bibliothek aus Sicht des Washington Square Parks

Die Newberry Library (Newberry-Bibliothek), auch: Newberry Research Library (Newberry-Forschungsbibliothek), ist eine geisteswissenschaftliche Forschungsbibliothek in der Stadt Chicago im US‑Bundesstaat Illinois in den USA.
Sie wurde im Jahr 1887 gegründet und ist nach Walter Loomis Newberry (1804–1868) benannt, der in seinem Testament die Hälfte (2,1 Millionen Dollar) seines Vermögens für die Einrichtung einer Bibliothek vorsah, sofern seine beiden Töchter ohne Nachkommen blieben. Dieser Fall trat tatsächlich ein, als beide Töchter kinderlos in den 1870er-Jahren starben.
Das Gebäude wurde durch Henry Ives Cobb (1859–1931) entworfen. Die Bibliothek befindet sich seit 1893 in der West Walton Street Nr. 60 gegenüber dem Washington Square Park.
Die Newberry Library ist eine Präsenzbibliothek und bei freiem Eintritt öffentlich zugänglich. Sie stellt eine der weltweit führenden unabhängigen Forschungsbibliotheken dar, wobei der Schwerpunkt auf den Geisteswissenschaften, insbesondere der amerikanischen und europäischen Kulturgeschichte und Literatur liegt.
Die Bibliothek umfasst mehr als 500.000 historische Karten, 1,5 Millionen Bücher und 5 Millionen Manuskriptseiten, darunter Shakespeares Folio und ein Originalmanuskript des Popol Vuh, des heiligen Buchs der Maya.